# Leucophenga angusta
Leucophenga angusta är en tvåvingeart som beskrevs av Toyohi Okada 1956. Leucophenga angusta ingår i släktet Leucophenga och familjen daggflugor. Inga underarter finns listade i Catalogue of Life.